# Guatteria
Guatteria L. – rodzaj roślin z rodziny flaszowcowatych (Annonaceae Juss.). Według The Plant List w obrębie tego rodzaju znajdują się co najmniej 254 gatunki o nazwach zweryfikowanych i zaakceptowanych, podczas gdy kolejnych 49 taksonów ma status gatunków niepewnych (niezweryfikowanych). Występuje naturalnie w klimacie równikowym obu Ameryk. Gatunkiem typowym jest G. glauca Ruiz & Pav.

## Morfologia
PokrójZimozielone drzewa lub krzewy.
LiścieSą naprzemianległe, pojedyncze, mniej lub bardziej skórzaste. Liść na brzegu jest całobrzegi.
KwiatyPromieniste, obupłciowe, pojedyncze lub zebrane w małych pęczkach. Rozwijają się w kątach pędów. Działki kielicha są 3. Mają 6 nakładających się płatków, rozłożone w dwóch okółkach. Pręciki są liczne. Zalążnia górna z licznymi słupkami.
OwoceZłożone są z licznych jagód.

## Systematyka

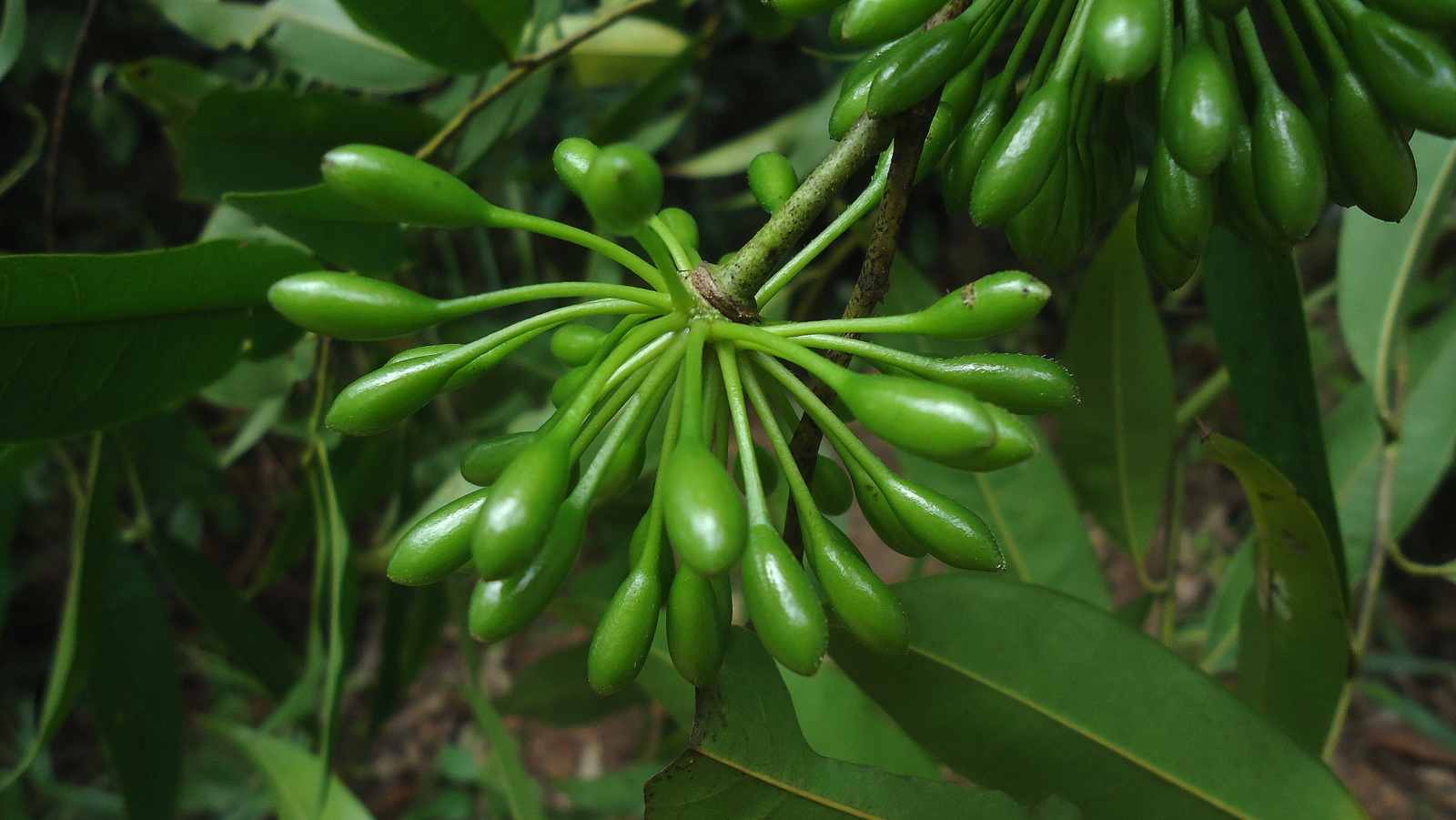
Guatteria australis

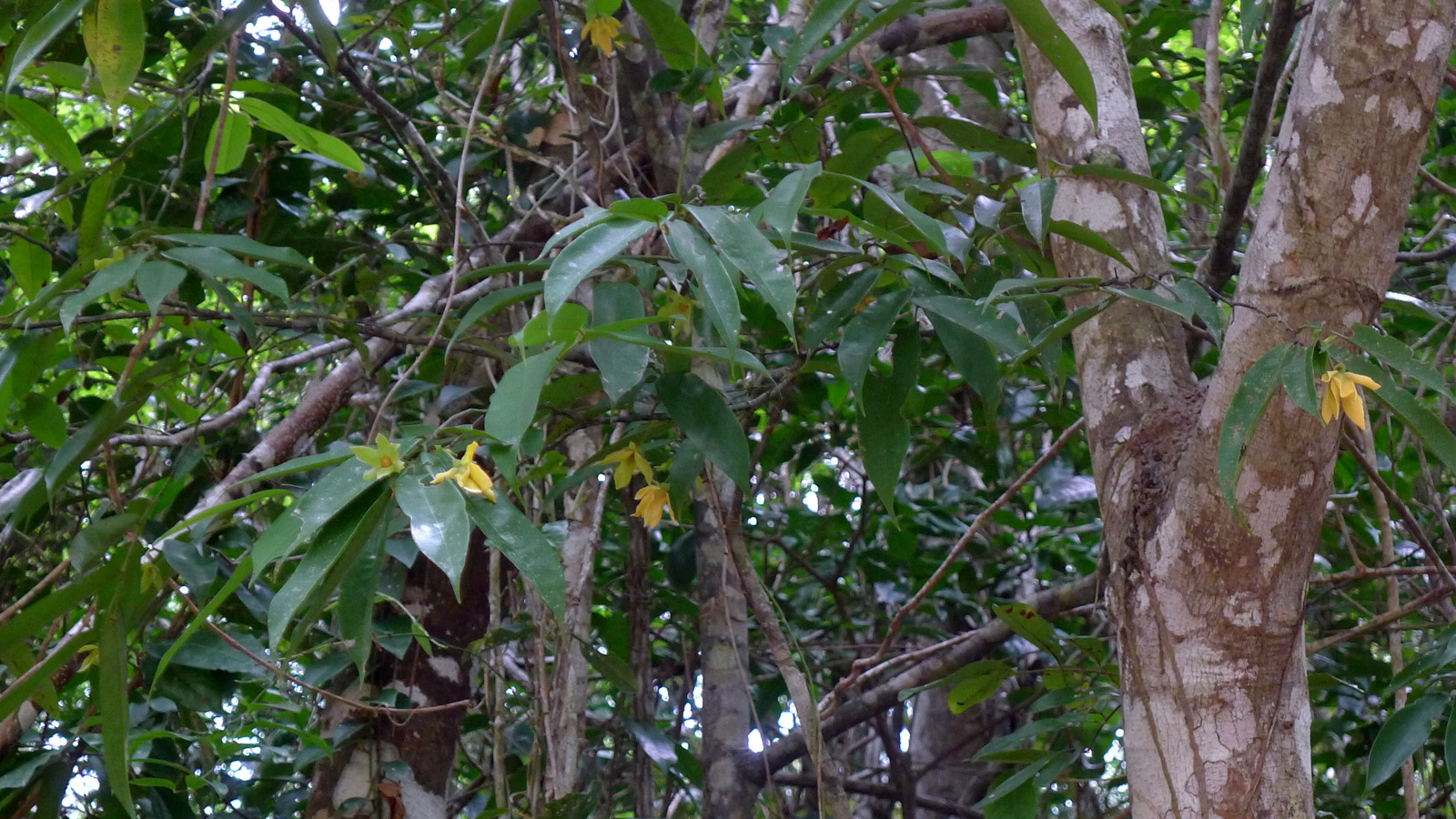
Guatteria macropus

Pozycja według APweb (aktualizowany system APG III z 2009)Rodzaj wraz z całą rodziną flaszowcowatych w ramach rzędu magnoliowców wchodzi w skład jednej ze starszych linii rozwojowych okrytonasiennych określanych jako klad magnoliowych.
Lista gatunków

## Zastosowanie
Przedstawiciele tego rodzaju zawierają alkaloidy. Ponadto gatunek G. modesta w Peru bywa używany jako doustny środek antykoncepcyjny. Z kolei gatunek G. scandens ma zastosowanie w produkcji belek i włókien.